# Associated British Foods
Associated British Foods plc (ABF) er en britisk multinational fødevare- og detailvirksomhed med hovedkvarter i London. De fremstiller ingredienser som sukker, bagegær, emulsioner, enzymer og laktose. De producerer et stort antal forskellige dagligvarer, både egne brands og private label, det omfatter eksempelvis kornprodukter og brød. Detailhandel omfatter tøjforretningen Primark, som har 384 butikker i flere lande.
Virksomheden blev etableret af canadiske W. Garfield Weston i 1935, oprindeligt under navnet Food Investments Limited, som en måned senere blev ændret til Allied Bakeries Limited.